# De kinderen van kapitein Grant
De kinderen van kapitein Grant (Franse titel Les enfants du capitaine Grant) is een roman van de Franse schrijver Jules Verne. De roman bestaat uit drie delen, die uitkwamen in de periode 1867-1868.

## Inhoud
Het boek vertelt het verhaal van de zoektocht naar Grant, kapitein van de Britannia. Lord en Lady Glenarvan uit Schotland vinden een fles in zee met daarin een brief, geschreven door kapitein Grant. Uit de brief blijkt dat de Britannia is vergaan. Ze maken bekend dat ze op zoek willen gaan naar de kapitein. Voordat ze vertrekken, krijgen ze bezoek van Mary en Robert, de dochter en zoon van kapitein Grant, die ook mee willen reizen. In zijn brief heeft kapitein Grant de coördinaten vermeld van het gebied waar hij en zijn bemanning nu zijn, maar door het zeewater is de tekst uitgelopen en is nog maar een getal leesbaar: de breedtegraad van 37 graden zuiderbreedte. Derhalve zit er niets anders op dan die gehele 37e breedtegraad af te zoeken.
Lord Glenarvan, zijn vrouw, Grants kinderen en de bemanning van Glenarvans jacht, de Duncan, vertrekken naar Zuid-Amerika. Onderweg blijken ze een onverwachte passagier te hebben: de Franse geograaf Jacques Paganel, die eigenlijk de boot naar India wilde nemen maar zich in de haven van schip heeft vergist.
De brief bevat nog een paar aanwijzingen in drie verschillende talen. In de rest van de roman worden deze op verschillende manieren geïnterpreteerd, waardoor meerdere locaties mogelijk worden. Ze verkennen Patagonië, Tristan da Cunha, het eilandje Amsterdam en Australië, maar zonder succes.
In Australië vinden ze uiteindelijk een voormalig bemanningslid van de Britannia, Tom Ayrton. Hij beweert te weten waar de Britannia is vergaan en biedt aan de groep erheen te brengen. Ayrton blijkt echter een verrader die niet aanwezig was toen de Britannia verging, maar door kapitein Grant was achtergelaten in Australië nadat hij had geprobeerd de macht op het schip te grijpen. Al snel gaat Ayrton er samen met een groep zeerovers vandoor met de Duncan en blijft de rest van het gezelschap achter in Australië.
De groep bemachtigt een nieuw schip en besluit terug te keren naar Europa. Ze lijden echter schipbreuk net ten zuiden van Auckland, Nieuw-Zeeland, waar ze worden gevangen door een Māoristam. Tot ieders verbazing ligt de Duncan hier ook voor anker. De groep slaagt erin te ontsnappen met de Duncan. Ayrton is nog aan boord en wordt gevangengenomen.
In een laatste poging zichzelf te redden biedt Ayrton aan de groep alles te vertellen wat hij weet van kapitein Grant, op voorwaarde dat ze hem niet uitleveren aan de autoriteiten maar in plaats daarvan achterlaten op een eiland. De groep zet koers naar Tabor Island, waar ze eindelijk kapitein Grant en zijn bemanning terugvinden. Ayrton wordt op het eiland achtergelaten en de groep zet koers naar huis.

## Film- en televisiebewerkingen
- 1936 - Дети капитана Гранта (Deti kapitana Granta), Sovjet-Unie, geregisseerd door y Vladimir Vajnshtok.
- 1962 - In Search of the Castaways, Verenigde Staten, geregisseerd door Robert Stevenson.
- 1985 - В поисках капитана Гранта (V poiskah kapitana Granta, In Search of Captain Grant), Sovjet-Unie, miniserie geregisseerd door Stanislav Govorukhin.